# Эспириту-Санту
Эспи́риту-Са́нту (порт. Espírito Santo) — штат на востоке Бразилии. Относится к Юго-Восточному региону. Граничит со штатами Баия на севере, Минас-Жерайс на западе и Рио-де-Жанейро на юге, восток штата омывается Атлантическим океаном. Административный центр — город Витория.

## Этимология
В переводе с португальского название штата означает «Святой Дух».

## География
На атлантическом побережье штата климат тропический, с сухими зимами и дождливыми летами. К северу он более сухой и тёплый. В гористой местности на юге и юго-западе Эспириту-Санту средняя температура ниже, а климат зависит от высоты местности. Главная река штата — Риу-Доси.
К территории штата относятся острова Триндади-э-Мартин-Вас в Атлантическом океане.
Туристическая достопримечательность — парк Педра-Азул, природный памятник Морро-ду-Пенеду.

## История
В 1535 году на территорию Эспириту-Санту прибыли первые португальские колонисты во главе с путешественником Вашку Коутинью. 23 мая в Духов день (отсюда название штата буквально переводящееся как «Святой Дух») здесь была основана первоначальная столица, город Вила-Велья. Но в 1551 году из-за частых набегов индейцев столица была перенесена в Виторию, которая до сих пор является административным центром Эспириту-Санту.
В 1822 году, с обретением Бразилией независимости, капитанство Эспириту-Санту было преобразовано в провинцию, а в 1889 году  приобрело статус штата.

## Демография
Согласно сведениям, собранным в ходе переписи 2010 г. Национальным институтом географии и статистики (IBGE), население штата составляет:
| Полное население                       | Полное население                       | Полное население                       | Полное население                       | 3 514 952 |
| -------------------------------------- | -------------------------------------- | -------------------------------------- | -------------------------------------- | --------- |
| в том числе:                           | Городское население                    | 2 931 472                              | Процент городского населения, %        | 83,40     |
|                                        | Сельское население                     | 583 480                                | Процент сельского населения, %         | 16,60     |
|                                        | Мужское население                      | 1 731 218                              | Процент мужского населения, %          | 49,25     |
|                                        | Женское население                      | 1 783 734                              | Процент женского населения, %          | 50,75     |
| Плотность населения, чел/км²           | Плотность населения, чел/км²           | Плотность населения, чел/км²           | Плотность населения, чел/км²           | 76,26     |
| Население штата в % к населению страны | Население штата в % к населению страны | Население штата в % к населению страны | Население штата в % к населению страны | 1,84      |

## Административное устройство
Административно штата разделён на 4 мезорегиона и 13 микрорегионов. В штате — 78 муниципалитетов.

## Экономика
К основным отраслям экономики штата относятся сельское хозяйство, металлообрабатывающая, нефтеперерабатывающая и горнодобывающая промышленность. В столице штата, городе Витория, находится крупный морской порт, служащий для экспорта продукции горнодобывающей промышленности.
Другие статьи экспорта: кофе, какао, сахарный тростник, продукция лёгкой и текстильной промышленностей.
В штате ведётся добыча монацитового песка на месторождении в Гуарапари, а также нефти, запасы которой найдены недалеко от берега. В июне 2011 года в 115 км от побережья штата были открыты новые залежи углеводородов.